# Trautonijum
Trautonijum je rani monofonični elektronski muzički instrument, koji je izumio Fredrik Trautvejin, 1929. u Berlinu. Uskoro Oskar Sala mu se pridružuje, unapređujuci ga sve do smrti, 2002. Umesto klavijature, njegov manual je napravljen od rezistora žice iznad metalne ploče koja je pritisnuta tako da proizvodi zvuk. Izražajno sviranje bilo je moguće klizeći preko ove žice ili stvaranjem vibarata sa malim pokretom. 
Paul Hindemit napisao je nekoliko terceta za trautonijum sa tri različita zvučanja: bas, srednji, i visoki ton. Njegov učenik, Harald Genzmer, napisao je dva koncertosa sa orkestrom, jedan za monofonični trautonijum i, kasnije, jedan za Salin mikstur-trautonijum. Jedan od prvih Salinih dodataka bio je priključak za menjanje statičnog tona. Kasnije je dodao i zvučni generator i obmotavajući generator (poznat kao 'Schlagwerk'), formatni filter (nekoliko filtera za propuštanje) i subharmonične oscilatore. Ovi oscilatori proizvode glavni ton i nekoliko harmonija, od kojih ne zavisi kakav će biti ton. Za bilo koji od sada dva manuala, četiri od ovih talasa mogu biti miksani i svirač ima više mogućnosti. Prema tome, ovaj trautonijum nazvan je Mikstur-Trautonijum. Trautonijum je takođe korišćen u drezdenskoj premijeri Štrausovog Japanskog muzičkog festivala, 1942, za deo takmičenja gongova i zvona i u Bajretu, 1950, za Monsalvatova zvona u Vagnerovoj Parsifali.
Oskar Sala komponovao je muziku za industrijske filmove, a najpoznatiji bili su zvukovi ptica za film Alfreda Hičkoka, Ptice. 
Nemački proizvođač Dojefer prodaje neke trautonijeve uređaje za komercijalno tržište, slične kontroli sintisajzera.

## Spoljašnje veze
- Trautonium resource
- Neumixturtrautonium VST